# Vysoká (Vsetínské vrchy)
Vysoká je nejvyšší vrchol a zároveň jediná tisícovka Vsetínských vrchů i celé Hostýnsko-vsetínské hornatiny s nadmořskou výškou 1024 m.
Na vrcholu Vysoké se nachází turistický přístřešek, na severním svahu ve výšce 940 m n. m. pramení Rožnovská Bečva.

## Popis přístupu
Nejkratší přístup je od východu z osady Třeštík po červené turistické značce (2 km), další možností je výstup z Horní Bečvy po modré a dále po červené hřebenové cestě s pěknými výhledy na Beskydy a Javorníky (7 km).